# Солазола
Солазола (англ. SolaZola; род. 12 декабря 1999) — эстонская порноактриса. Лауреат премии Pornhub awards (2022), номинантка премий Pornhub Awars, Xbiz Europa Awards и AVN.

## Биография
Солазола родилась 12 декабря 1999 года.
IAFD.com указывает место рождения — Эстония, однако некоторые СМИ сообщают, что она российского происхождения.
В 2018 году начала свою карьеру на Pornhub. В 2020 году попала в ТОП-3 моделей Pornhub (совместно c Eva Elfie и Little Reislin) выбранных для создания персонажей для взрослой игровой платформы Nutaku. В 2022 году на 4-й ежегодной церемонии Pornhub awards победила в номинации «Most popular verified Couple».
В 2021 году попала в подборку ТОП-10 популярных молодых моделей OnlyFans составленной американским изданием LA Weekly.
Снимается для студий Brazzers, TrueAmateurs, Sweetyx, Mofos, Pulse Distribution, Reality Kings и LifeSelector. По данным на 2021 год SolaZola снялась в 15 эпизодах.
О своих планах на будущее в интервью говорила, что до конца не уверена, что свяжет жизнь с порносъёмками, и предпринимает попытку запустить собственный проект, не уточняя какой.

## Награды и номинации
| Год  | Награда            | Результат | Категория                            |
| ---- | ------------------ | --------- | ------------------------------------ |
| 2019 | Pornhub Awards     | Номинация | Most Popular Verified Amateur        |
| 2020 | Pornhub Awards     | Номинация | Most Popular Verified Amateur        |
| 2021 | AVN Awards         | Номинация | Best Foreign-Shot Boy/Girl Sex Scene |
| 2021 | Xbiz Europa Awards | Номинация | Clip Artist of the Year              |
| 2022 | Pornhub Awards     | Победа    | Most Popular Verified Couple         |

## Фильмография
- $40,000 Vip Escort (2020)
- Amazing Body On Cooking Cutie (2020)
- College Memories (2020)
- Girls Gone Pink 14 (2020)
- Gorgeous Chicks In Stockings Fuck With Double Dildo (2019)
- Horny Teen Gets Fucked Hard From Behind and Takes A Pussy Creampie (2019)
- Hot Teen Plays With Dildo In The Morning (2020)
- I Can Teach You (2020)
- Legal Porno JMC019 (2021)
- Luxury Girl 1 (2020)
- My Hot Girlfriend: Solazola (2020)
- Sexy Brunette Gets Creampied (2019)
- Sexy Teen In Bikini Sucks And Fucks A Dildo On Balcony (2019)
- Spring Cleaning With Sola (2020)
- Spying On SolaZola (2020)